# Vestre Katolske Kirkegård
Vestre Katolske Kirkegård i København ligger i sydhavnskvarteret tæt på Vesterbro og Carlsberg. Kirkegården blev anlagt i 1887 og har siden 1927 været drevet og vedligeholdt af Københavns Kommune. Den er placeret mellem Vestre Kirkegård og Mosaisk Vestre Begravelsesplads.

## Kendte personer begravet på Vestre Katolske Kirkegård
- Birthe Backhausen
- Pedro Biker
- Henrik Bjelke
- Axel Brøndal
- Jeanne Darville
- Johannes von Euch
- Emil Glückstadt
- Max Hansen (askefællesgrav)
- Erik Henning-Jensen
- Helge Jacobsen
- Ib Magnussen
- Knud Millech
- Johan E. Nyrop
- Julius Ramm
- Peter Schindler
- Willy Schumann
- Kirsten Wiwel